# Skålvallssjön
Skålvallssjön är en sjö i Ljusdals kommun i Hälsingland och ingår i Ljusnans huvudavrinningsområde. Sjön har en area på 1,38 kvadratkilometer och ligger 215 meter över havet. Sjön avvattnas av vattendraget Sorgån.

## Delavrinningsområde
Skålvallssjön ingår i det delavrinningsområde (687176-149015) som SMHI kallar för Utloppet av Skålvallssjön. Medelhöjden är 276 meter över havet och ytan är 20,55 kvadratkilometer. Räknas de 8 avrinningsområdena uppströms in blir den ackumulerade arean 58,66 kvadratkilometer. Sorgån som avvattnar avrinningsområdet har biflödesordning 2, vilket innebär att vattnet flödar genom totalt 2 vattendrag innan det når havet efter 156 kilometer. Avrinningsområdet består mestadels av skog (80 procent). Avrinningsområdet har 1,39 kvadratkilometer vattenytor vilket ger det en sjöprocent på 6,7 procent.